# Tufve Tufvesson
Tufve Tufvesson (i riksdagen kallad Tufvesson i Lur), född 15 september 1827 i Farstorps församling, Kristianstads län, död där 27 maj 1901, var en svensk lantbrukare och riksdagsman. Han var son till Tufve Gunnarsson och Hanna Persdotter.
Tufvesson var lantbrukare i Lur i Farstorps socken. Som riksdagsman var han ledamot av andra kammaren under höstriksdagen 1887, invald i Västra Göinge domsagas valkrets. Han blev invald i riksdagen efter att endast en person röstat på honom. Efter att de två huvudkandidaterna med flest röster hade diskvalificerats, återstod två kandidater med vardera en röst. Efter lottning mellan dessa blev Tufve Tufvesson i Lur skickad till riksdagen i Stockholm.